# Heritage (album d'Earth, Wind and Fire)
Pour les articles homonymes, voir Heritage.
Albums de Earth, Wind & Fire
Touch the World
(1987) Millennium
(1993)
Singles
1. Heritage
Sortie : février 1990
2. For the Love of You
Sortie : mai 1990
3. Wanna Be the Man
Sortie : août 1990

Heritage est le quinzième album studio du groupe américain Earth, Wind and Fire, sorti le 17 février 1990 chez Columbia Records.

## Liste des titres
| No  | Titre                                 | Auteur                                                               | Durée |
| --- | ------------------------------------- | -------------------------------------------------------------------- | ----- |
| 1.  | Interlude: Soweto                     | Maurice White                                                        | 0:36  |
| 2.  | Takin' Chances                        | Frankie Blue, Lestley R. Pierce                                      | 3:30  |
| 3.  | Heritage (feat. The Boys)             | Frankie Blue, Lestley R. Pierce, Maurice White                       | 4:05  |
| 4.  | Good Time (feat. Sly Stone)           | Robert Brookins, Sly Stone, Maurice White                            | 4:05  |
| 5.  | Interlude: Body Wrap                  |                                                                      | 0:23  |
| 6.  | Anything You Want                     | Ian Prince                                                           | 4:46  |
| 7.  | Interlude: Bird                       | Gary Bias                                                            | 0:36  |
| 8.  | Wanna Be the Man (feat. MC Hammer)    | MC Hammer, Patterson, Sheldon Reynolds, Maurice White, Verdine White | 4:20  |
| 9.  | Interlude: Close to Home              | Lyle Mays                                                            | 1:35  |
| 10. | Daydreamin'                           | Victor Hill, Bernard Spears, Maurice White, Billy Young              | 4:02  |
| 11. | King of Groove                        | Morris Stewart                                                       | 5:21  |
| 12. | I'm in Love                           | Victor Hill, Bernard Spears, Billy Young                             | 4:02  |
| 13. | For the Love of You (feat. MC Hammer) | Robert Brookins, MC Hammer, Stephanie Mills, Maurice White           | 4:27  |
| 14. | Gotta Find Out*                       | Victor Hill, Bernard Spears, Billy Young                             | 4:10  |
| 15. | Motor                                 | Frankie Blue, Lestley R. Pierce, Maurice White                       | 3:44  |
| 16. | Interlude: Faith                      | Billy Young                                                          | 1:01  |
| 17. | Welcome                               | Ralph Johnson, Maurice White, Billy Young                            | 4:03  |
| 18. | Soweto (Reprise)                      | Ralph Johnson, Maurice White, Billy Young                            | 0:38  |

## Classements et certifications
| Classement (1990)                       | Meilleure position |
| --------------------------------------- | ------------------ |
| Allemagne de l'Ouest (Media Control)    | 39                 |
| États-Unis (Billboard 200)              | 70                 |
| États-Unis (Top R&B Albums)             | 19                 |
| Finlande (Suomen virallinen albumlista) | 39                 |
| Japon (Oricon)                          | 31                 |
| Pays-Bas (Mega Album Top 100)           | 52                 |
| Royaume-Uni (Blues & Soul Soul Albums)  | 18                 |

| Classement (1990)           | Position |
| --------------------------- | -------- |
| États-Unis (Top R&B Albums) | 100      |